# Greta Nissen

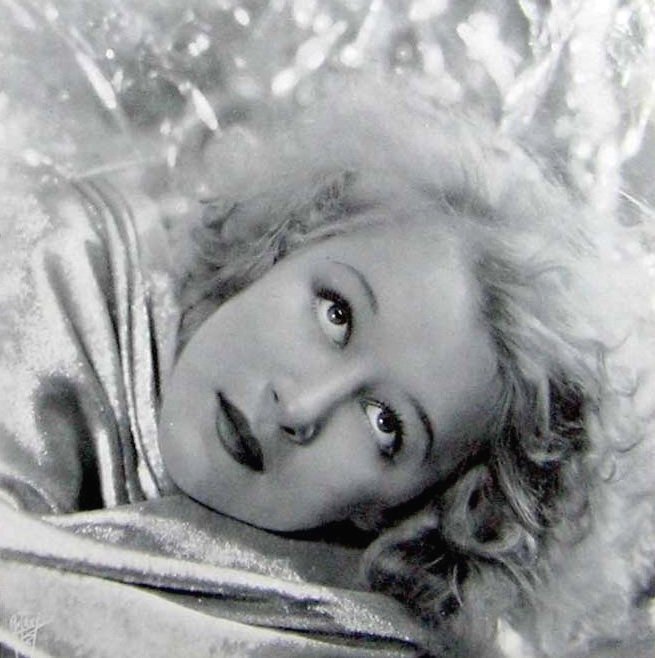
Greta Nissen, 1931.

Greta Nissen, född Grethe Rüzt-Nissen den 30 januari 1906 i Oslo, död den 17 maj 1988 i Montecito, Kalifornien, var en norsk-amerikansk dansös och skådespelerska, utbildad vid Det Kongelige Teater i Köpenhamn.
Nissen var en protegé till Michail Fokin och debuterade som solo-ballerina på Nationaltheatret 1922. Hon uppträdde på Casino i Oslo, turnerade i Norge och medverkade i dansk film.
Nissen gjorde sin Broadway-debut som ballerina i Beggar on Horseback 1924. Hon lanserades av Hollywood i filmen Vandraren i regi av Raoul Walsh 1925, och spelade huvudroller fram till dess att ljudfilmen kom. Nissen var påtänkt för huvudrollen i Rymdens demoner men rollen gick till Jean Harlow efter att den uppgraderats till en ljudfilm. Efter en handfull mindre roller inom ljudfilmen och en kort period i brittisk film drog hon sig tillbaka 1937.